# Homoranthus cernuus
Homoranthus cernuus là một loài thực vật có hoa trong Họ Đào kim nương. Loài này được (R.T.Baker) Craven & S.R.Jones mô tả khoa học đầu tiên năm 1991.